# DB 605發動機
Daimler-Benz DB 605發動機是二次大戰期間服役於納粹德國空軍的一款發動機。DB 605是由DB 601發動機發展而來的，DB 605使用於1942年到1945年，裝備於Bf 109戰鬥機，Bf 110戰鬥機與Me 210戰鬥機重戰鬥機。 DB 610由兩具DB 605發動機相互並聯，共同推動同一個螺旋槳，並被運用在德國唯一歷經實戰的戰略轟炸機He 177重型轟炸機。
DB 605發動機也同時裝備於義大利的Macchi C.205，G.55戰鬥機，Reggiane 2005與其它機種。也被瑞典模仿成為薩博-21戰鬥機初期的發動機。DB 605各式機型大約為42,400架。

## 設計與開發
DB 605與DB 601這兩款發動機的首要差異在於DB 605在排氣量，轉速方面，压缩比方面皆高於DB 601並擁有更強力的機械增壓器。藉由細心研究，工程師可以將現存氣缸體的直徑給予稍稍放大而不影響其結構強度，DB 601缸體直徑為150 mm而DB 605缸體直徑為154 mm，總排氣量卻從33.9公升增加到35.7公升。
改變氣門定時增加進氣週期與改善清碳能力為的就是增大容積效率以求更高的速度，轉速從DB 601的2600 RPM增加到2800 RPM。這些改變的結合讓推力從1,350 PS (1,332 hp)提升到1,475 PS (1455 hp)。該型發動機其它方面尤其是體積部分與DB 601頗為類似。只是重量從700 kg提升到 756 kg。

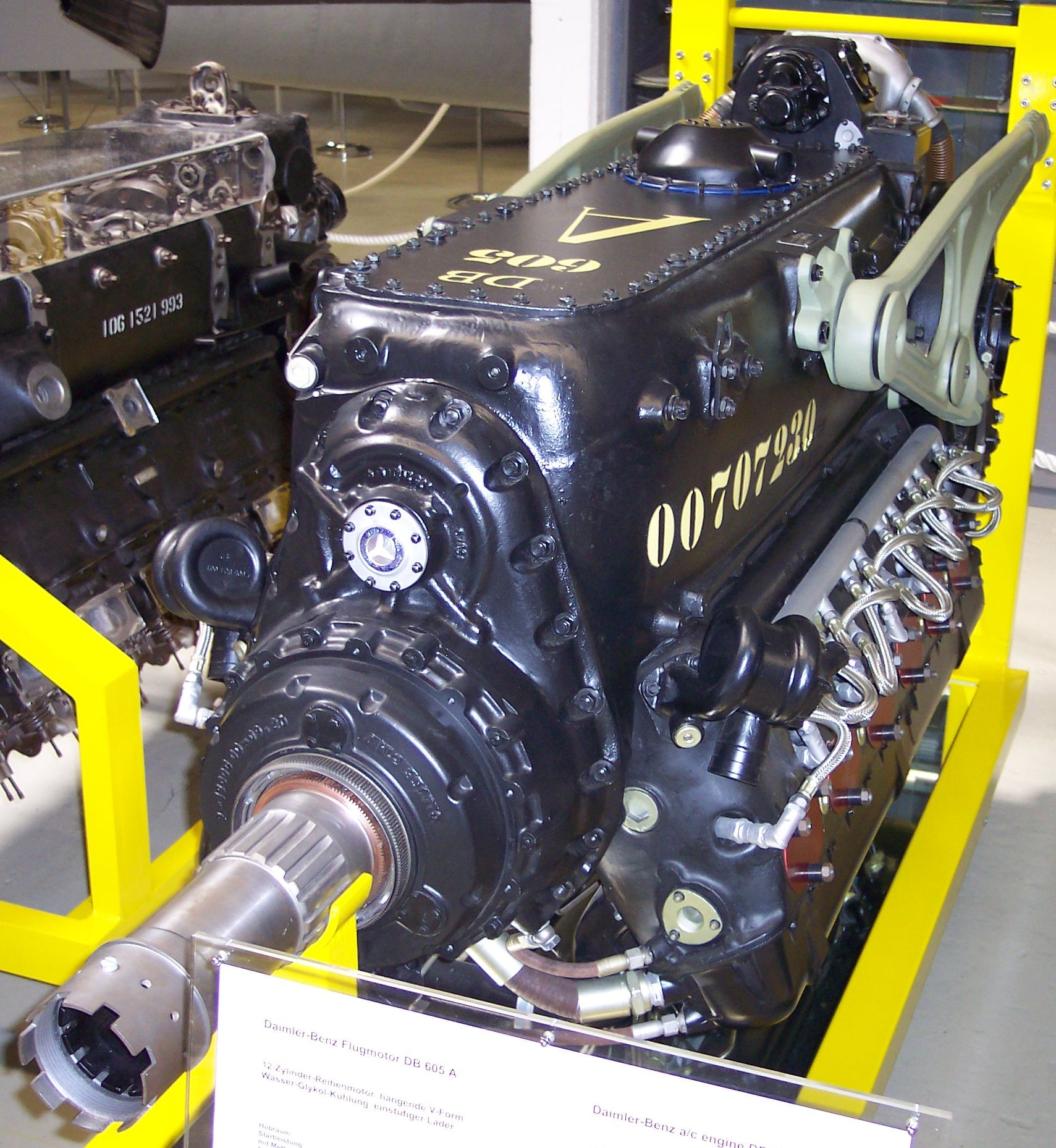
Daimler-Benz DB 605A

其它方面DB 605發動機與DB 601發動機是完全相同。點火開關系統使用雙博世磁力發電機中的雙火星塞進行啟動。 燃油注入系統主要是由一具可以加壓到90 bar的泵組成，燃油系統使用三具泵與一具35公生的油槽組成。 機械增壓器是在那個發動機世代中頗具先進的設計，它使用一具氣壓控制的液壓離合(液力耦合器)並允許自動補償高度的變化。
就如同DB 601發動機一樣，DB 605也規劃用辛烷值87的B4航空燃料。 在1944年開始推出一系列的新型發動機，開始使用辛烷值100的C3航空燃料並選用推力提升系統，例如甲醇－水緊急推力裝置與氮氣注入裝置注入系統。 DB 605AM初期採用C3航空燃料 + MW-50可以在將輸出推力提升到1,800 PS (1775 hp)。 在1944年中期，由於C3航空燃料短缺故被迫採用B4航空燃料 + MW-50。 The DB 605AS(M) 藉由安裝DB 603發動機上更大型機械增壓器來提升在高高度的最大輸出效率，但其它方面則與DB 605 A(M)一樣。 DB 605ASB則將輸出推力提升到1,800 PS (1,775 hp)，然而高高度性能則與The DB 605AS(M)相當。 DB 605ASC則是A系列的最後一型於1945年出廠，將輸出推力提升到2,000 PS (1,973 hp)。
戴姆勒關於提升D系列的工作早於1942年展開，可以選用C2或C3 航空燃料。 但這些發動機在1944年之前都還未能投產，之後才推出DB 605DB發動機在採用B4 + MW-50或是採用C-3 而不需 MW-50時可輸出1,800 PS (1,775 hp)與可輸出2,000 PS (1,973 hp)的DB 605DC發動機。這些發動機在戰爭後期被廣泛的採用在Bf 109 G-10與 Bf 109 K-4。

## 各式型號
量產型號

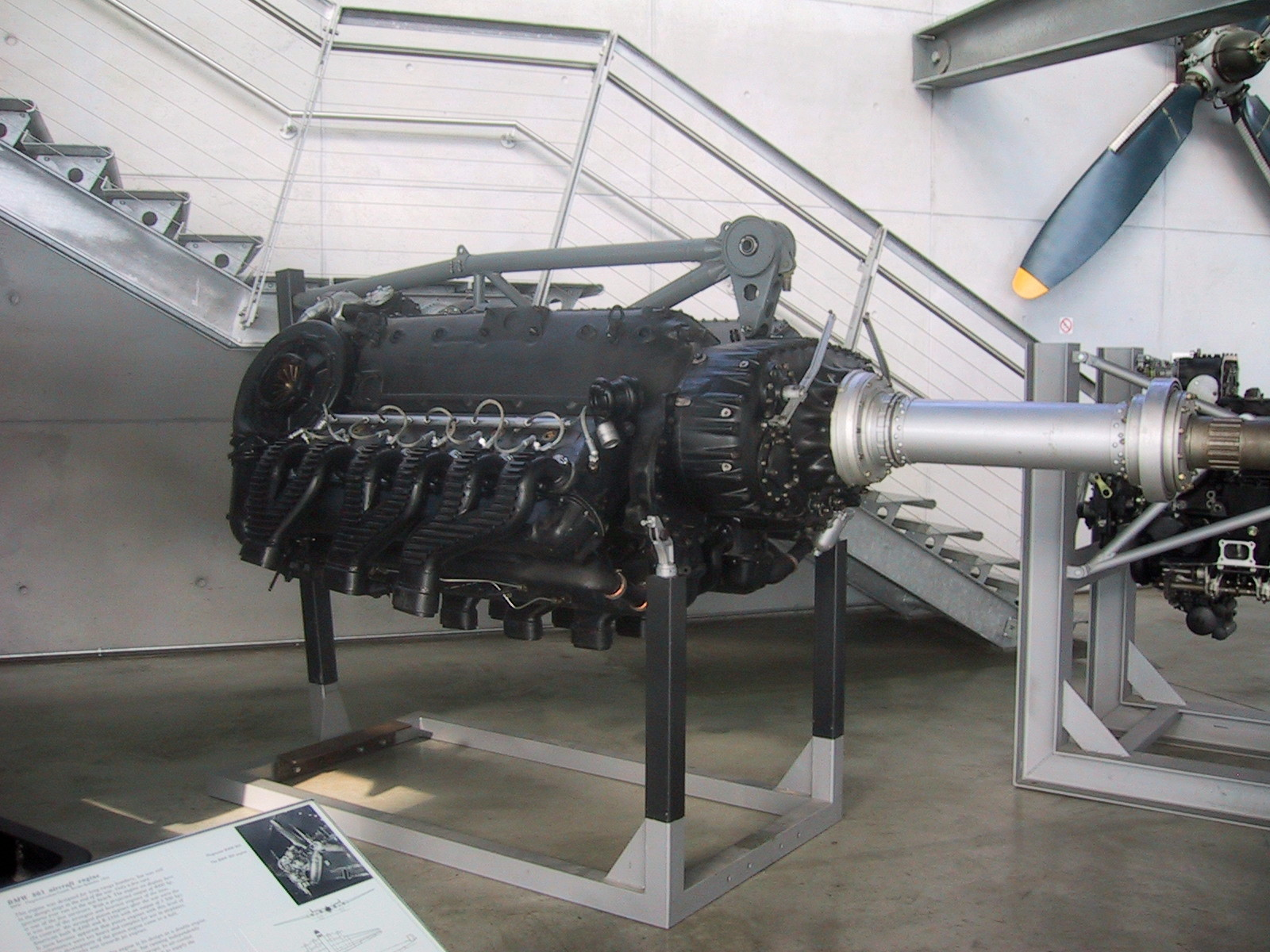
DB 610

- DB 605 A(M) 標準戰機機型，輸出推力達1,475 PS，配備甲醇－水緊急推力裝置（英语：MW50）(MW-50)時推力可達1800 PS。
  - DB 605 B 同605 A機型，主要運用在重型雙發動機戰機，例如：Bf 110戰鬥機，Me 210戰鬥機(different prop/gear ratio)
- DB 605 AS(M) 高高度選用版，選用較大DB 603發動機機械增壓器，配備MW-50時推力可達1800 PS。
  - DB 605 ASB(M) 戰爭後期高高度選用版，選用B4燃料，配備MW-50時推力可達1800 PS。
  - DB 605 ASC(M) 戰爭後期高高度選用版，選用C3燃料，配備MW-50時推力可達2000 PS。
- DB 605 DM 首型DB 605 D機型，配備MW-50時推力可達1700 PS。
  - DB 605 DB 改良型的605 DM，配備MW-50時推力可達1850 PS。 [2], B4 fuel
  - DB 605 DC 改良型的605 DM，選用C3燃料，配備MW-50時推力可達2000 PS。

- DB 610 兩具DB 605發動機併聯式邊對邊配置，用來推動單一螺旋槳主要用於He 177轟炸機，推力可達2950 PS (71.53L / 4364.8in3)。

原型機/預產機型
- DB 605 BS 針對雙發動機軍機的建議機型，DB 605 AS的衍生型。
- DB 605 E 針對雙發動機軍機的建議機型，DB 605 D的衍生型。
- DB 605 L 類似於605 D機型但安裝兩段式機械增壓器時推力可達2000 PS。
- DB 616 DB 605的衍生型。
- DB 620 併聯式 DB 628 發動機。
- DB 621 建議DB605機型，兩段式機械增壓器。
- DB 625 渦輪增壓器DB605。
- DB 628 原DB 605，配備兩段式機械增壓器，於1944年4月取消。

注意: 所有的動力輸出皆以馬力做為標準。

## Survivors
A Hispano Aviación HA-1112 a license-built Messerschmitt Bf 109 G-2 has been rebuilt by EADS/Messerschmitt Foundation in Germany with a Daimler-Benz DB 605 engine.

## Applications
- Bf 109戰鬥機
- Bf 110戰鬥機
- Me 210戰鬥機
- Caproni Campini Ca.183bis(intended)
- VL飓风式战斗机

## Engines on display
A preserved DB 605 engine is on display at the Royal Air Force Museum, London.

## 主要性能參數 (DB 605AM)
数据来源 Jane's

### 基本参数
- 型号: 12-汽缸機械增壓液冷式60°倒V型直列式航空發動機
- 腔径: 154 mm (6.06 in)
- 行程: 160 mm (6.30 in)
- 排量: 35.7 L (2,176 in³)
- 长度: 2,158 mm (85 in)
- 宽度: 760 mm (30 in)
- 高度: 1,037 mm (41 in)
- 干重: 756 kg (1,667 lb)

### 组件
- 气门: 汽缸的雙進氣口與鈉-冷卻排氣閥都是藉由汽缸組內的單一頂置凸輪軸來啟動.
- 机械增压器: 單段式可變速離心式機械增壓器（英语：centrifugal type supercharger） 驅動藉由氣壓控制的離合器；甲醇－水緊急推力裝置（英语：MW50）注入到機械增壓器的進氣口。
- 供油系统: 博世直接燃料噴射
- 油料系统: 乾式油底殼（英语：Dry sump）與一大氣壓和兩具清碳幫浦
- 冷却系统: 加壓型水冷系統
- Reduction gear: 0.594:1

### 性能
- 功率输出: 

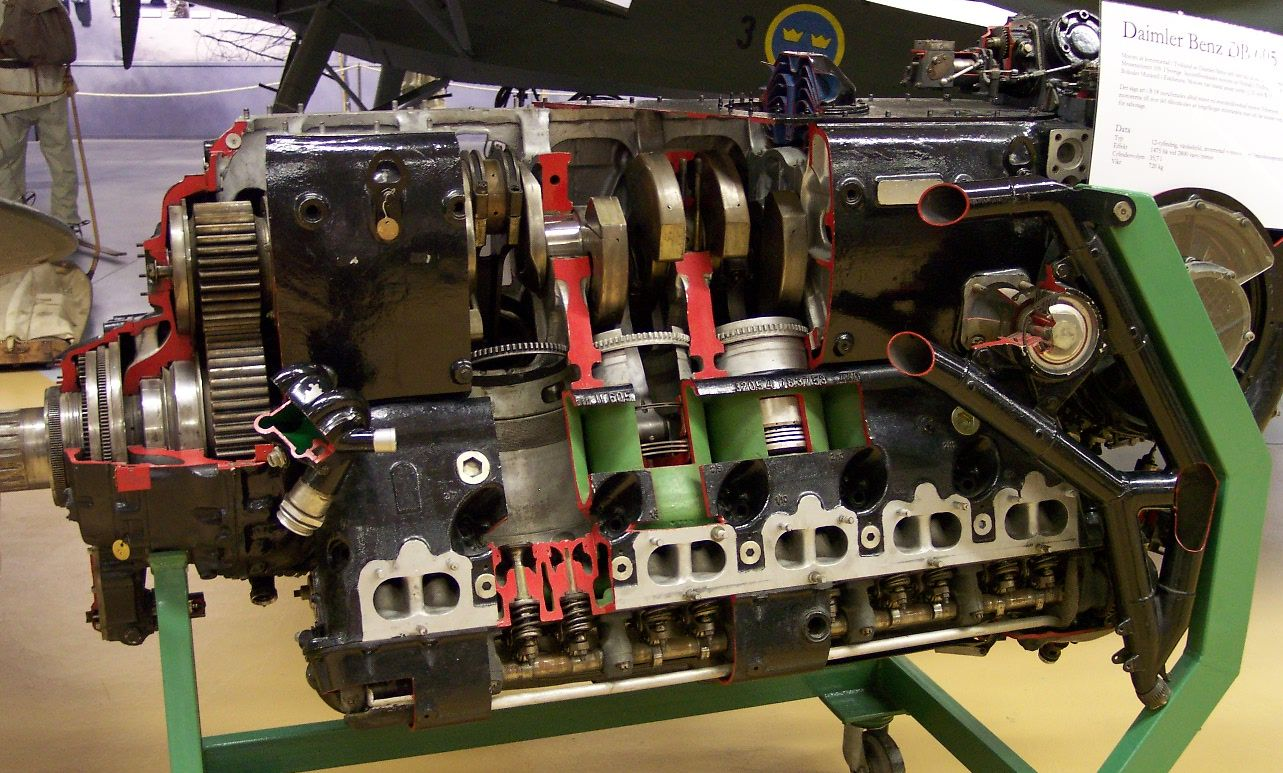
Partially sectioned DB 605

  - 1,324 kW (1,800 PS - 1,775 hp) at 2,800 rpm for takeoff with MW-50 injection
  - 1,250 kW (1,700 PS - 1,677 hp) at 2,800 rpm at 4,000 m (13,120 ft) for maximum power with MW-50 injection
  - 794 kW (1,080 PS - 1,065 hp) at 2,300 rpm at 5,500 m (18,000 ft) for max continuous
- 功率密度: 35.0 kW/L (0.77 hp/in³)
- 压缩比: 7.5/7.3:1 with 辛烷值87的航空燃料; 8.5/8.3:1 with 辛烷值100的航空燃料
- 功率重量比: 1.68 kW/kg (1.02 hp/lb)

### Bibliography
- Gunston, Bill. World Encyclopedia of Aero Engines. Cambridge, England. Patrick Stephens Limited, 1989. ISBN 1-85260-163-9
- Jane's Fighting Aircraft of World War II. London. Studio Editions Ltd, 1989. ISBN 0-517-67964-7
- Neil Gregor Daimler-Benz in the Third Reich. Yale University Press, 1998

## 外部連結
- Aviation History.com, DB 600 series page（页面存档备份，存于）
- The Daimler-Benz DB 605
- Kurfürst - Resource on Messerschmitt Bf 109 performance.（页面存档备份，存于）